# Zebronia mahensis
Zebronia mahensis is een vlinder uit de familie van de grasmotten (Crambidae), uit de onderfamilie van de Spilomelinae. De wetenschappelijke naam van deze soort is voor het eerst voorgesteld als Pyrausta mahensis door Thomas Bainbrigge Fletcher in een publicatie uit 1910.

## Verspreiding
De soort komt voor op de Seychellen (Mahé, Praslin, La Digue en Silhouette).

## Waardplanten
De rups leeft op Tabebuia pallida (Bignoniaceae).